# لیک مدینا شور (تگزاس)
لیک مدینا شور (به انگلیسی: Lake Medina Shores) یک منطقهٔ مسکونی در ایالات متحده آمریکا است که در تگزاس واقع شده‌است. لیک مدینا شور ۱٬۲۳۵ نفر جمعیت دارد و ۳۴۹٫۰ متر بالاتر از سطح دریا واقع شده‌است.